# Dirk Hannema
Dirk Hannema (Batavia, 16 september 1895 – Wijhe, 7 juli 1984) was directeur van het Museum Boijmans in Rotterdam en oprichter van de Stichting Hannema-de Stuers Fundatie, waaruit na zijn overlijden Museum de Fundatie voortkwam.
Hannema transformeerde het Museum Boijmans van een in een oud gebouw gevestigde beperkte collectie tot een modern en fraai gehuisvest museum met een kwalitatief hoogstaande collectie en een internationale reputatie.
In de Tweede Wereldoorlog raakte hij in opspraak door steeds nauwere banden met de bezetter aan te knopen. Na de oorlog werd hij geïnterneerd en veroordeeld. Hij mocht geen directeur meer zijn van het museum Boijmans. Daarna begon hij met het opbouwen van een eigen collectie die uiteindelijk werd ondergebracht in Kasteel het Nijenhuis bij Heino en in het Museum de Fundatie in Zwolle.

## Levensloop

### Ouders
Dirk Hannema werd geboren in Batavia als telg uit het geslacht Hannema en zoon van Dirk Hannema en Jonkvrouwe Hermine Elise de Stuers. De Hannema’s stammen af van een geslacht van welgestelde Friese kooplieden. In de Voorstraat in Harlingen staat nog steeds het Hannemahuis. De vader van Hannema, Dirk sr., begon zijn loopbaan in Nederlands-Indië en klom op tot directeur van het makelaarskantoor Dunlop en Kalf in Batavia.
Moeder was afkomstig uit een adellijke familie met een lange kunstzinnige traditie. Een van de bekendste telgen uit het geslacht De Stuers is de rijksambtenaar en later Tweede Kamerlid Victor de Stuers, een gezaghebbende figuur in de Nederlandse kunstwereld aan het eind van de 19e en begin 20e eeuw. Hij was als vriend van architect Pierre Cuypers en als hoge ambtenaar nauw betrokken bij de bouw van het Rijksmuseum Amsterdam. Charles de Stuers, een neef van Hermine, werd conservator van het prentenkabinet van het Rijksmuseum. 

### Jeugd
Dirk had een sterke band met zijn kunstzinnige moeder en minder met zijn vader, die weinig op had met kunst. Dirk jr. beschreef hem als “een bezadigd man met gezond verstand”. Van zijn moeder erfde Dirk zijn bijzondere gevoel voor esthetiek, dat zich reeds op jonge leeftijd zou openbaren.
In 1900 repatrieerde het gezin naar Nederland en werd in Den Haag een fraai herenhuis betrokken. Moeder ontving kunstenaars aan huis. Meubels werden gekocht bij Arts en Crafts en na het overlijden van de ouders gingen deze meubels rechtstreeks naar het Gemeentemuseum in Den Haag.
Moeder volgde met veel dames uit de Haagse society cursussen esthetica bij de beroemde kunstkenner H.P. Bremmer en lezingen bij de Theosofische Vereniging. Zij kwam ook regelmatig op de thee bij een andere bekende kunstkenner Abraham Bredius, die in Den Haag in zijn eigen museum woonde.
In deze omgeving werd de jonge Dirk Hannema al vroeg gegrepen door de kunst, vooral de beeldende kunst. Zijn eerste aankoop voor 40 gulden was meteen raak. Een smoezelig schilderijtje bleek na schoonmaak een Jongkind, een 19e-eeuwse meester. Het schilderij was een veelvoud waard van het aankoopbedrag. Hannema sloeg snel aan het verzamelen. Op 24-jarige leeftijd deed hij zijn eerste grote aankoop, daartoe in staat gesteld door een tante. Hij kocht voor 1000 gulden de “Pierrot Musicien” van Gino Severini, die hij later aan Museum Boijmans zou schenken, net zoals veel andere door hem gekochte werken.

### Directeur Boijmans

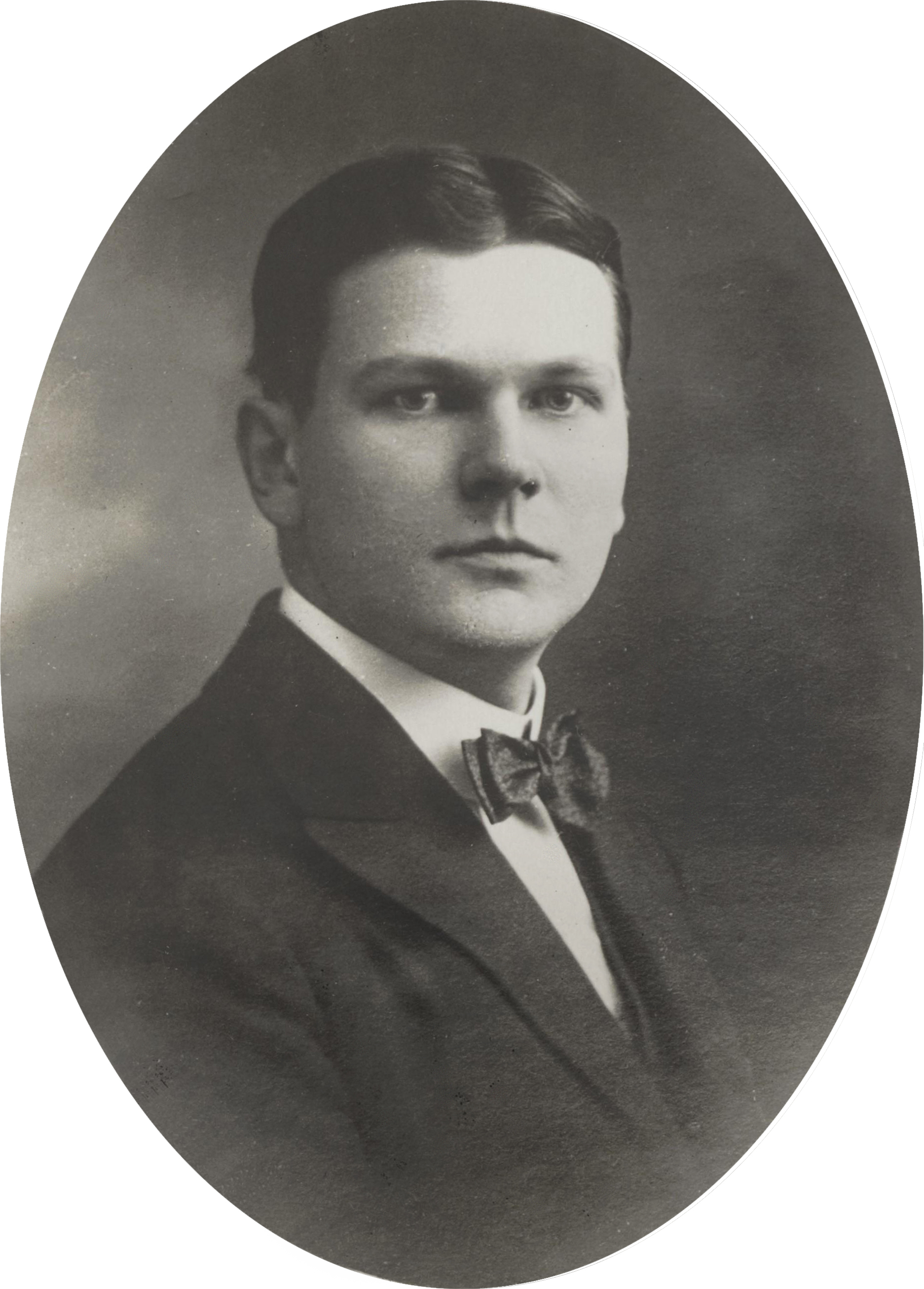
Hannema (1921)

Hannema kreeg in 1920, op 24-jarige leeftijd, een aanstelling als wetenschappelijk medewerker bij het Museum Boijmans dat toen nog gehuisvest was in het Schielandhuis in Rotterdam. Het museum kende slechts twee wetenschappelijk medewerkers, directeur Frederik Schmidt Degener en Hannema. Toen Schmidt Degener in 1921 directeur werd van het Rijksmuseum in Amsterdam nam Hannema de opengevallen plaats in. Terwijl Schmidt Degener een man was met een brede culturele belangstelling die zich ook uitstrekte tot muziek en literatuur, was Hannema eigenlijk alleen geïnteresseerd in beeldende kunst. Met een tot dan toe ongekende inzet (citaat van Hannema: “postzegels verzamelen is een hartstocht, kunst verzamelen een roeping” (Piryns)) knoopte hij contacten aan met vermogende Rotterdammers. Met name bij havenbaronnen wist Hannema met zijn “dwingende charme” (Ebbinge Wubben, Mosler) veel voor elkaar te krijgen. Door zijn inspanning kwam de kunstcollectie van Adriaan Jacob Domela Nieuwenhuis in 1923 naar Boijmans.

#### Het onfeilbare oog
Met bekende kunstkenners als Bredius, Vogelsang en Bremmer hoorde Hannema bij de groep van wat Vogelsang noemt de “ontvankelijken”, die bijzondere groep van kunstexperts die zich niet lieten leiden door wetenschappelijke kennis, maar door het “intuïtieve zien” met het “onfeilbare oog” (Max Pam).
Beoordeling van kunstwerken was bij hen meer gebaseerd op een aangeboren gevoel voor kwaliteit en schoonheid dan op een kritische analyse, een wetenschappelijk gefundeerde, scherp geformuleerde argumentatie (Ebbinge Wubben). Met deze bijzondere eigenschap verwierf Hannema in de kringen van vermogenden (in Rotterdam vooral havenbaronnen) een positie van adviseur, zonder wiens oordeel geen enkel kunstwerk werd aangeschaft. Dit gold met name voor de zeer vermogende Daniël George van Beuningen en voor Willem van der Vorm, respectievelijk directeur/mede-eigenaar van de Steenkolen Handels Vereeniging Rotterdam en de Holland-Amerika Lijn.
Kunsthandelaars als Jacques Goudstikker in Amsterdam tipten Hannema wanneer zich een bijzonder kunstwerk op de markt aandiende. Hannema gaf vervolgens al dan niet een positief advies. Daarna namen de kunsthandelaars pas contact op met de potentiële kopers. Op deze manier kwamen voor de Tweede Wereldoorlog belangrijke werken in het bezit van vermogende Rotterdammers, zoals stukken van Jan van Eyck, Jeroen Bosch en Johannes Vermeer. Van Beuningen en Van der Vorm stonden vervolgens vele werken in bruikleen af aan het museum Boijmans. Na de oorlog werd zelfs het gehele bezit van Van Beuningen aan het museum Boijmans vermaakt waarna het museum vanaf 1958 het Museum Boijmans Van Beuningen ging heten.

### Nieuw museum
Door alle aankopen, schenkingen, bruiklenen en legaten eind jaren twintig, begin jaren dertig, werd het oude Schielandhuis te klein. In de eerste helft van de jaren dertig ontwierpen en bouwden de gemeentearchitect Ad van der Steur en Hannema een nieuw museum in een voor die tijd moderne, zakelijke stijl.
Het gebouw werd geopend in 1935 met een grote tentoonstelling, gewijd aan de kunstenaar voor wie Hannema een speciale voorkeur had, Johannes Vermeer. Deze tentoonstelling en de volgende over Jeroen Bosch en de Noord-Brabantse primitieven trokken voor die tijd ongekende aantallen bezoekers (resp. meer dan 100.000 en 54.000) en internationale aandacht. Hannema werd in 1939 voor zijn verdiensten beloond met een eredoctoraat van de Rijksuniversiteit in Utrecht.

### Tweede Wereldoorlog
Hij verkeerde op een hoogtepunt van (inter)nationaal aanzien als kunstkenner, verzamelaar en museumdirecteur toen de Tweede Wereldoorlog uitbrak. Net als vrijwel alle andere museumdirecteuren bleef Hannema op zijn post. Zijn eerste zorg was het veilig onder dak brengen van zijn kunstcollectie op bomvrije schuilplaatsen in afgelegen oorden, waarmee hij al in 1939 begonnen was. Tijdens de bezetting trad hij toe tot een commissie die zich boog over het kunstbezit van het koninklijk huis. Hij wist daarmee te voorkomen dat kunstschatten uit het koninklijk bezit naar Duitsland verhuisden of dat paleizen een andere bestemming dan museum kregen.
In zijn eigen museum organiseerde hij aanhoudend kleinere tentoonstellingen met werken van lokale kunstenaars, niet alleen om hen in moeilijke tijden werk en afzetmogelijkheden te verschaffen, maar vooral ook om te voorkomen dat het nieuwe museumcomplex door de Wehrmacht werd ingenomen als kazerne of ziekenhuis.
Hannema droeg zijn voorkeur voor de door de Duitsers gepropageerde Nieuwe Orde openlijk uit in woord en geschrift. Hij trad toe tot de door de Duitsers ingestelde Nederlandsche Kultuurkring, die spoedig daarna werd omgezet in de Nederlandsche Kultuurraad, het lichaam dat de maatschappelijke gilden van kunstenaars overkoepelde. Tot deze verzamelde gilden, samengebracht in de Kultuurkamer, moesten alle kunstenaars verplicht toetreden, Joden waren van lidmaatschap uitgesloten. De Kultuurkamer gehoorzaamde aan het autoritaire leiderschapsbeginsel, waarbij de leider van een gilde mocht bepalen wie wel en wie geen lid kon worden en welk beleid werd gevoerd.
Hannema schikte zich, als aanhanger van de Nieuwe Orde, makkelijk in deze beginselen. Hij werd de hoogste adviseur voor musea, ressorterend onder het door de Duitsers ingestelde Departement van Volksvoorlichting en Kunsten. Toen begin 1943 Anton Mussert, als leider van de enige toegestane politieke partij, de NSB, de opdracht kreeg een soort regering te vormen met “Gemachtigden” voor verschillende beleidsterreinen, aanvaardde Dirk Hannema de positie van Gemachtigde voor het Museumwezen. In de praktijk bleken de bevoegdheden van deze Gemachtigden ten opzichte van de Duitse bezetter zeer beperkt.

## Internering en veroordeling
Na de bevrijding wordt Hannema vrijwel onmiddellijk als collaborateur gearresteerd en gedurende acht maanden gedetineerd in Hoek van Holland. In het kader van de Bijzondere Rechtspleging voerde Hannema in 1947 in zijn proces ter verdediging aan dat hij de functie van Gemachtigde had aanvaard om het verdwijnen van de Nederlandse kunstschatten te voorkomen. Inderdaad kan worden vastgesteld dat er nauwelijks kunstschatten uit Nederlandse musea naar Duitsland verdwenen zijn. Tevens, zo verdedigde hij zich, had hij van zijn functie als Gemachtigde gebruikgemaakt om de tewerkstelling van kunstenaars in Duitsland te voorkomen. Daarnaast was hij ook voor menige Joodse kunstenaar in de bres gesprongen.
Door het Tribunaal van Rotterdam werd vastgesteld dat Hannema tegen de belangen van het Nederlandse volk had gehandeld. Toch kreeg hij na acht maanden voorlopige detentie geen verdere straf meer opgelegd. De Nederlandse museumwereld drong erop aan dat Hannema geen directeur meer zou worden van Boijmans of welk museum dan ook. Hij keerde dan ook niet terug als museumdirecteur.
Naast deze bekritiseerde rol trof Hannema ook andere kritiek. Zo had hij als adviseur meegewerkt aan de verkoop van een aantal kunstwerken aan de Duitsers uit de door Van Beuningen verworven Koenigscollectie. Met die opbrengst kon Van Beuningen een schilderij van Van Eyck kopen. Als rechtvaardiging daarvoor voerde Hannema aan dat dit belangrijke werk anders zeker in Duitse handen zou zijn gevallen. D.G. van Beuningen, die zelf actief bij deze ver- en aankoop betrokken was, heeft deze lezing na de oorlog bevestigd.

## De affaire Van Meegeren
Ook de "affaire-Van Meegeren" bracht het aanzien van Hannema als kunstkenner definitief schade toe. Han van Meegeren was een kunstschilder die erin slaagde om in de trant van bekende 17e-eeuwse schilders als Vermeer, Frans Hals en Pieter de Hooch schilderijen te maken en ze met hun naam te signeren. Deze schilderijen geleken, mede door een ingenieus toegepast verouderingsproces, dusdanig op het werk van de genoemde schilders dat gerenommeerde kunstkenners als Bredius en Hannema, die afgingen op hun intuïtie, ze voor echt aanzagen. Hannema bejubelde de echtheid van de De Emmaüsgangers, dat door Vermeer geschilderd zou zijn. Hij bewoog scheepsmagnaat en kolenhandelaar Willem van der Vorm ertoe dit schilderij voor 540.000 gulden te kopen en aan het museum in bruikleen te geven. Daarna volgden nog vier schilderijen, eveneens zogenaamd van Vermeer, die op advies van Hannema voor vele honderdduizenden guldens naar Nederlandse eigenaars en musea gingen. Ook Hermann Göring en zijn deskundigen trapten in de val en dachten tijdens de oorlog een Vermeer te hebben gekocht.
Toen na de oorlog Van Meegeren werd gearresteerd op verdenking kunstschatten aan de Duitsers te hebben verkocht, bekende hij de vervalsingen. Hierna werd hij veroordeeld, niet voor collaboratie, maar voor vervalsing. Als gevolg daarvan verwierf hij een zekere publieke sympathie als "de man die Göring in het ootje had genomen". Spoedig na zijn veroordeling kwam Van Meegeren te overlijden.

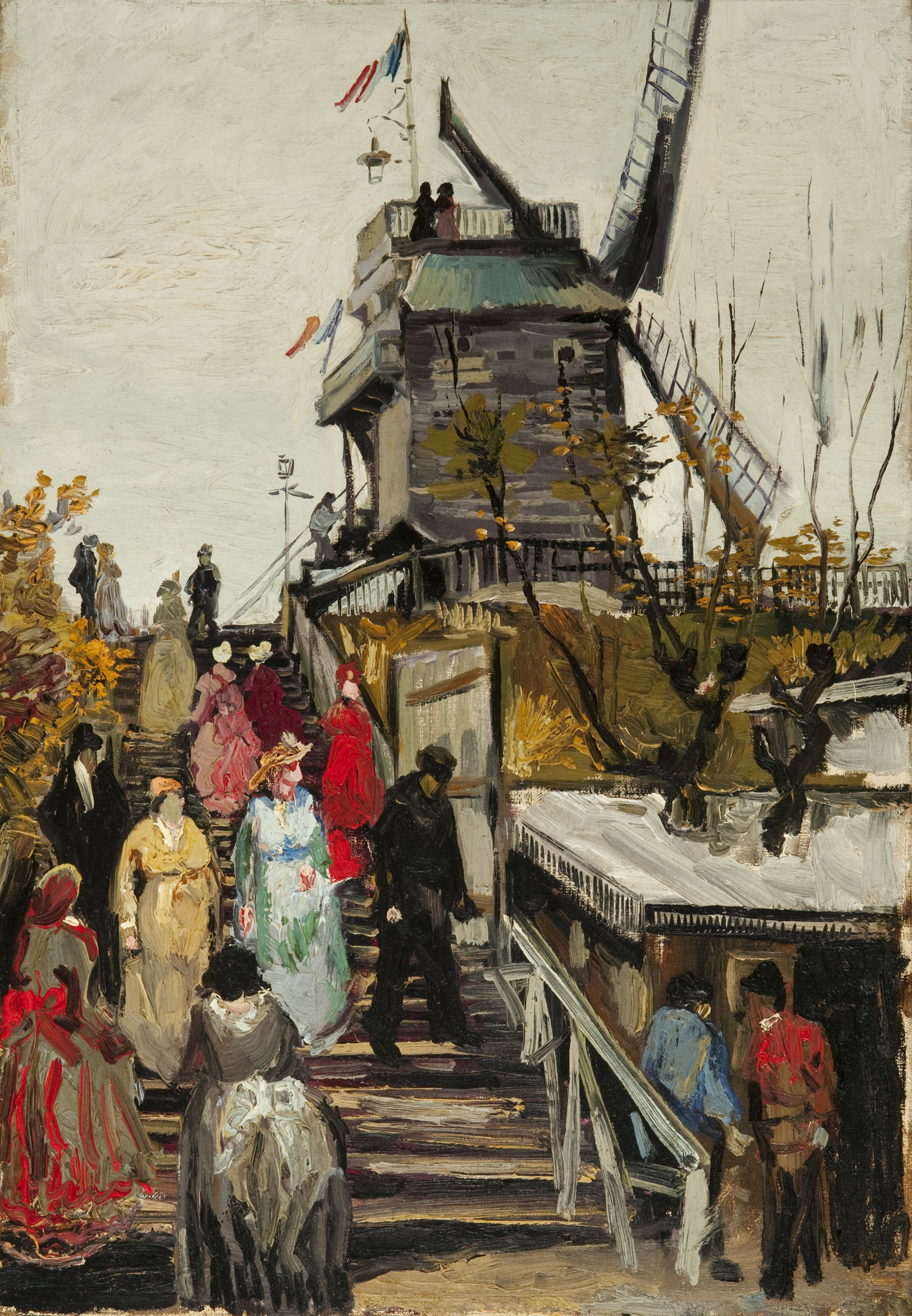
Het door Hannema ontdekte schilderij Le Moulin de blute-fin (1886)

Hannema leed als gevolg van deze affaire nog meer schade doordat hij zich niet liet overtuigen, ondanks het wetenschappelijke onderzoek. Met name De Emmaüsgangers was volgens hem een echte Vermeer, ondanks het overstelpende bewijs van het tegendeel en ondanks Van Meegerens bekentenis.
Hannema werd als kunstontdekker dan ook niet langer serieus genomen, zeker niet toen hij in de jaren zestig en zeventig opnieuw beweerde enkele schilderijen van Vermeer te hebben ontdekt. De opinie over Hannema werd bijgesteld in 2010, toen het schilderij Le Moulin de blute-fin dat hij in 1975 in Parijs had gekocht voor 6500 franc en herkend had als een Van Gogh, na onderzoek door het Van Gogh Museum inderdaad aan Van Gogh toegeschreven werd.

## De verzamelaar
Als kunstverzamelaar bleef zijn betekenis altijd onomstreden. Aan de reeds verzamelde werken voegde hij na de Tweede Wereldoorlog met behulp van het familievermogen nog talloze toe. De collectie dateert van de late middeleeuwen tot heden en is eclectisch samengesteld. Het belangrijkste criterium dat hij bij zijn aankopen hanteerde was "visueel genoegen". De Hannema–de Stuers Fundatie bracht de collectie aanvankelijk onder in kasteel Weldam bij Goor en later in kasteel Nijenhuis bij Heino, waar Hannema sinds 1958 woonde tot zijn dood in 1984. De collectie bestond toen uit 4500 kunstwerken.
In Zwolle werd in 1994 Museum de Fundatie ingericht rond de verzameling van Dirk Hannema. Ook in het Nijenhuis bij Heino (gemeente Olst-Wijhe) is de volgens het algemene oordeel zeer bijzondere collectie van beelden en schilderijen publiek toegankelijk.
Hannema werd gedecoreerd in de Orde van het Britse Rijk (OBE), tot ridder in het Legioen van Eer (Frankrijk) en tot officier in de Kroonorde (België). Hij werd begraven op de Algemene Begraafplaats Kerkhoflaan in Den Haag.

## Publicatie
- Flitsen uit mijn leven als museumdirecteur, Rotterdam 1973.